# 17.º Ejército (Unión Soviética)
El 17.º Ejército fue un ejército de campaña del Ejército Rojo de la Unión Soviética que combatió durante la Segunda Guerra Mundial, se formó el 21 de junio de 1940 en el Extremo Oriente ruso a partir del 1.er Grupo de Ejércitos del Distrito militar de Transbaikalia, en el momento de su formación y hasta 1945 su cometido era defender Mongolia de un posible ataque del Ejército de Kwantung japonés. En agosto de 1945, el 17.º Ejército tomó parte en la invasión soviética de Manchuria y fue finalmente disuelto en agosto de 1946.

## Historial de combate
El 17.º Ejército se formó a partir del 1.er Grupo de Ejércitos del Distrito militar de Transbaikalia el 21 de junio de 1940. De 1941 a 1945, el ejército estaba acantonado en Mongolia con el objetivo prioritario de proteger sus fronteras de un posible ataque del Ejército de Kwantung japonés. El 22 de junio de 1941, incluía las siguientes unidadesː las 57.º y 61.º Divisiones de Tanques, las 36.º y 57.º División de Fusileros Motorizados, y la 82.ª División de Fusileros. El 15 de septiembre, el Distrito Militar de Transbaikal se convirtió en el Frente Transbaikálico.
Durante la invasión soviética de Manchuria, el ejército fue asignado al Frente Transbaikálico (comandante mariscal Rodión Malinovski). En la noche del 9 de agosto de 1945, sin preparación artillera previa ni apoyo aéreo, con el fin de aprovechar el factor sorpresa, el 17.º Ejército inició el ataque. Al final del día, las principales unidades del ejército habían avanzado unos cincuenta kilómetros, y al final del día, unas 70 millas, con lo que alcanzó a la zona del lago Tabun-Nur. En el tercer día de la Operación Ofensiva Jingan-Mukden, en cooperación con el Grupo de Caballería Mecanizada soviético-mongol (al mando de Issá Plíyev), el 17.º Ejército se acercó a las estribaciones del suroeste de las montañas Gran Jingan. En los últimos días de la operación, el ejército superó con éxito la cada vez menor oposición japonesa y rechazó los contraataques en el área de Linxi. A finales del 14 de agosto de 1945, capturó el área de Dabanshan - Tszinpen. El 16 de agosto, capturó Udanchen. A finales de agosto de 1945, junto con el grupo de caballería mecanizada de las fuerzas principales del frente, el 17.º Ejército llegó al área de Linyuan, y una de las divisiones del ejército alcanzó la costa de la bahía de Liaodong, cerca de la ciudad de Shanhaiguan (actual Qinhuangdao). En la misma zona, el 31 de agosto de 1945, con la rendición de Japón el 17.º Ejército puso fin a las operaciones de combate.
Después del final de la guerra con Japón, el ejército pasó a formar parte del Distrito Militar Transbaikal-Amur (formado a partir del Frente Transbaikálico) el 10 de septiembre de 1945, y se disolvió entre julio y agosto de 1946.

## Composición

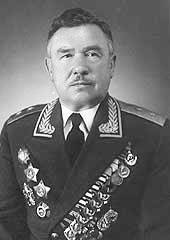
Alekséi Danílov quien estuvo al mando del 17.º Ejército durante la batalla de Manchuria

A 8 de agosto de 1945, al inicio de la Batalla de Manchuria, el 17.º Ejército se encontraba bajo el mando del teniente general Alekséi Danílov e incluía las siguientes unidadesː 
- 209.º División de Fusileros
- 278.º División de Fusileros
- 284.° División de Fusileros,
- 70.º Batallón Independiente de Tanques
- 82.º Batallón Independiente de Tanques
- 56.º Brigada de Artillería de Destructores de Tanques,
- 185.º Regimiento de artillería,
- 413.º Regimiento de Artillería de Obuses
- 1910.º Regimiento de Destructores de Tanques,
- 178.° Regimiento de Morteros,
- 39.° Regimiento de Morteros de la Guardia,
- 1916.º Regimiento de Artillería Antiaérea,
- 66.° Batallón Independiente de Artillería Antiaérea,
- 282.º Batallón Independiente de Artillería Antiaérea,
- 67.ª Brigada de Morteros.

## Mando

### Comandantes
- Teniente general Pável Kúrochkin (21 de junio de 1940 a enero de 1941)[4]
- Teniente general Prokofi Romanenko (14 de enero de 1941-15 de mayo de 1942)[5]
- Mayor general Antón Gastilovich (15 de mayo de 1942-18 de noviembre de 1943)[6]
- Teniente general Alekséi Danílov (18 de noviembre de 1943-2 de septiembre de 1945)[7]

### Miembros del Consejo Militar
- Comisario de división, a partir del 20 de diciembre de 1942, mayor general Stepan Novikov (1940-28 de noviembre de 1943)
- Mayor general, a partir del 8 de septiembre de 1945 teniente general Vasili Emelyanov  ( 28 de noviembre de 1943-6 de agosto de 1946)

### Jefes de Estado Mayor
- Mayor general Antón Gastilovich (1940 al 15 de mayo de 1942)
- Coronel Semión Protas (15 de mayo de 1942-9 de noviembre de 1942)
- Coronel, a partir de diciembre de 1942 mayor general Alekséi Spirov (9 de noviembre de 1942-15 de agosto de 1946)